# Dudley North (circonscription britannique)
Circonscription parlementaire de la Chambre des communes
La circonscription de Dudley North est une circonscription située dans le West Midlands et représentée à la Chambre des communes du Parlement britannique.

## Géographie
La circonscription comprend :
- Une partie de la ville de Dudley
  - Les quartiers de Sedgley, Gornalwood, Gornal, Wren's Nest et Woodsetton

## Historique
Avant les élections de 1997 , Dudley était divisé en deux circonscriptions East et West, au lieu des circonscriptions actuelles de North et Dudley South. Dudley North couvre une grande partie de la zone précédemment couverte par Dudley East, qui comprenait Netherton mais excluait la partie ouest de Sedgley, qui faisait partie de Dudley West.
La première circonscription de Dudley, composée du centre de Dudley, de Netherton et de Stourbridge, occupait une place plus importante avant 1974. Le colonel George Wigg (devenu Lord Wigg), conseiller du Premier ministre Harold Wilson sur les questions de sécurité et plus tard ministre d'État, occupait le siège pendant de nombreuses années avant d'être élevé à la pairie en 1968. Lors de l'élection partielle de Dudley en mars de cette année-là, Donald Williams candidat conservateur, remporta le siège avec une oscillation de 20 %. En 1970, toutefois, le parti travailliste reprit le siège avec l'élection du Dr John Gilbert, qui représenta par la suite Dudley East de Février 1974 jusqu'à son abolition aux élections générales de 1997. Gilbert a été ministre d'État auprès de James Callahan et de Tony Blair (en tant que pair). Pendant ce temps, Dudley West était représenté, jusqu'à sa mort en 1994, par le parlementaire conservateur Dr John Blackburn. Lors de l' élection ultérieure de Dudley West, le parti travailliste est sortie vainqueur avec l'élection de Ian Pearson. Après les changements de limites, Pearson devint le nouveau MP de Dudley South aux élections de 1997.
Ross Cranston (travailliste) a été le premier MP à occuper le nouveau siège à Dudley North après l’avoir remporté aux élections de 1997; il est resté parlementaire de la circonscription jusqu'aux élections générales de 2005, qui ont été conservées par son successeur, Ian Austin.
En 2010, Austin détenait 38,7 % des suffrages, soit 1,7 % de moins que le candidat conservateur Graeme Brown, lors des premières élections générales en 36 ans, qui ont abouti à la suspension du parlement. Malgré l'augmentation de sa majorité à 11 % à l'élection de 2015 (4 181 voix), elle a été réduite à seulement 22 voix en 2017, soit la quatrième plus petite majorité à cette élection. (Walsall North, une circonscription voisine a en effet été gagnée).

## Membres du Parlement
Les Membres du Parlement (MPs) de la circonscription sont:
| Élection | Élection | Member        | Parti        | Portrait |
| -------- | -------- | ------------- | ------------ | -------- |
|          | 1997     | Ross Cranston | Labour       |          |
|          | 2005     | Ian Austin    | Labour       |          |
|          | 2019     | Ian Austin    | Indépendant  |          |
|          | 2019     | Marco Longhi  | Conservateur |          |

## Élections

### Élections dans les années 2010
| Parti              | Parti                                   | Candidat                                | Voix   | %    | ±    |
| ------------------ | --------------------------------------- | --------------------------------------- | ------ | ---- | ---- |
|                    | Conservateur                            | Marco Longhi                            | 23,134 | 63,1 | 16.6 |
|                    | Travailliste                            | Melanie Dudley                          | 11,601 | 31,6 | 14.9 |
|                    | Libéral Démocrate                       | Ian Flynn                               | 1,210  | 3,3  | 2.4  |
|                    | Green                                   | Mike Harrison                           | 739    | 2,0  | 1.4  |
| Majorité           | Majorité                                | Majorité                                | 11,533 | 31,5 | N/A  |
| Participation      | Participation                           | Participation                           | 36,666 | 59,2 | 3.5  |
| Registre électeurs | Registre électeurs                      | Registre électeurs                      | 61,936 |      |      |
|                    | Conservateur vainqueur sur Travailliste | Conservateur vainqueur sur Travailliste | Swing  | 15.8 |      |

| Parti         | Parti                | Candidat             | Voix   | %    | ±     |
| ------------- | -------------------- | -------------------- | ------ | ---- | ----- |
|               | Travailliste         | Ian Austin           | 18,090 | 46,5 | 4.7   |
|               | Conservateur         | Les Jones            | 18,068 | 46,4 | 15.6  |
|               | UKIP                 | Bill Etheridge       | 2,144  | 5,5  | 18.5  |
|               | Libéral Démocrate    | Ben France           | 368    | 0,9  | 0.3   |
|               | Green                | Andrew Nixon         | 240    | 0,6  | 0.7   |
| Majorité      | Majorité             | Majorité             | 22     | 0,06 | -10.9 |
| Participation | Participation        | Participation        | 38,910 | 62,7 |       |
|               | Travailliste retenir | Travailliste retenir | Swing  | 5.45 |       |

| Parti         | Parti                | Candidat             | Voix   | %    | ±    |
| ------------- | -------------------- | -------------------- | ------ | ---- | ---- |
|               | Travailliste         | Ian Austin           | 15,885 | 41,8 | 3.2  |
|               | Conservateur         | Les Jones            | 11,704 | 30,8 | 6.2  |
|               | UKIP                 | Bill Etheridge       | 9,113  | 24,0 | 15.5 |
|               | Green                | Will Duckworth       | 517    | 1,4  | 1.4  |
|               | Libéral Démocrate    | Mike Collins         | 478    | 1,3  | 9.3  |
|               | Apni                 | Rehan Afzal          | 156    | 0,4  | 0.4  |
|               | TUSC                 | David Pitt           | 139    | 0,4  | 0.4  |
| Majorité      | Majorité             | Majorité             | 4,181  | 11,0 | 9.3  |
| Participation | Participation        | Participation        | 37,992 | 62,6 | 0.9  |
|               | Travailliste retenir | Travailliste retenir | Swing  | 4.66 |      |

Le premier candidat conservateur aux élections de 2015, Afzal Amin, a été suspendu après des allégations selon lesquelles il aurait persuadé l'English Defence League d'annoncer une manifestation contre une mosquée de la circonscription.
| Parti         | Parti                | Candidat             | Voix   | %    | ±             |
| ------------- | -------------------- | -------------------- | ------ | ---- | ------------- |
|               | Travailliste         | Ian Austin           | 14,923 | 38,7 | 3.9           |
|               | Conservateur         | Graeme Brown         | 14,274 | 37,0 | 5.6           |
|               | Libéral Démocrate    | Mike Beckett         | 4,066  | 10,5 | en stagnation |
|               | UKIP                 | Malcolm Davies       | 3,267  | 8,5  | 3.9           |
|               | BNP                  | Ken Griffiths        | 1,899  | 4,9  | 4.8           |
|               | National Front       | Kevin Inman          | 173    | 0,4  | N/A           |
| Majorité      | Majorité             | Majorité             | 649    | 1,7  |               |
| Participation | Participation        | Participation        | 38,602 | 63,5 | 2.2           |
|               | Travailliste retenir | Travailliste retenir | Swing  | 4.7  |               |

### Élections dans les années 2000
| Parti         | Parti                | Candidat             | Voix   | %    | ±   |
| ------------- | -------------------- | -------------------- | ------ | ---- | --- |
|               | Travailliste         | Ian Austin           | 18,306 | 44,2 | 7.9 |
|               | Conservateur         | Ian Hillas           | 12,874 | 31,1 | 3.4 |
|               | Libéral Démocrate    | Gerry Lewis          | 4,257  | 10,3 | 1.6 |
|               | BNP                  | Simon Darby          | 4,022  | 9,7  | 5.0 |
|               | UKIP                 | Malcolm Davis        | 1,949  | 4,7  | N/A |
| Majorité      | Majorité             | Majorité             | 5,432  | 13,1 |     |
| Participation | Participation        | Participation        | 41,408 | 60,2 | 4.3 |
|               | Travailliste retenir | Travailliste retenir | Swing  | 2.2  |     |

| Parti         | Parti                | Candidat             | Voix   | %    | ±    |
| ------------- | -------------------- | -------------------- | ------ | ---- | ---- |
|               | Travailliste         | Ross Cranston        | 20,095 | 52,1 | 0.9  |
|               | Conservateur         | Andrew Griffiths     | 13,295 | 34,5 | 3.1  |
|               | Libéral Démocrate    | Richard Burt         | 3,352  | 8,7  | 0.5  |
|               | BNP                  | Simon Darby          | 1,822  | 4,7  | N/A  |
| Majorité      | Majorité             | Majorité             | 6,800  | 17,6 |      |
| Participation | Participation        | Participation        | 38,564 | 55,9 | 13.5 |
|               | Travailliste retenir | Travailliste retenir | Swing  |      |      |

### Élections dans les années 1990
| Parti         | Parti                                  | Candidat          | Voix   | %    | ±   |
| ------------- | -------------------------------------- | ----------------- | ------ | ---- | --- |
|               | Travailliste                           | Ross Cranston     | 24,471 | 51,2 | N/A |
|               | Conservateur                           | Charles MacNamara | 15,014 | 31,4 | N/A |
|               | Libéral Démocrate                      | Gerry Lewis       | 3,939  | 8,2  | N/A |
|               | Socialiste Travailliste                | Mark Atherton     | 2,155  | 4,5  | N/A |
|               | Référendum                             | Stuart Bavester   | 1,201  | 2,5  | N/A |
|               | National Front                         | George Cartwright | 559    | 1,2  | N/A |
|               | National Démocrates                    | Simon Darby       | 469    | 1,0  | N/A |
| Majorité      | Majorité                               | Majorité          | 9,457  | 19,8 | N/A |
| Participation | Participation                          | Participation     | 47,808 | 69,5 | N/A |
|               | Travailliste vainqueur (nouveau siège) |                   |        |      |     |

## Référence
- (en) Cet article est partiellement ou en totalité issu de l’article de Wikipédia en anglais intitulé « Dudley North (UK Parliament constituency) » (voir la liste des auteurs).
- Carte des circonscriptions du Royaume-Uni — Ordnance Survey (Service cartographique du Royaume-Uni)

1. ↑  Leigh Rayment's Historical List of MPs – Constituencies beginning with "D" (part 3)
2. ↑  « Dudley North parliamentary constituency - Election 2019 », BBC News,‎ 13 décembre 2019 (lire en ligne)
3. ↑  « Nominations are now closed and all Dudley General Election candidates are now confirmed », 12 mai 2017 (consulté le 12 mai 2017)
4. ↑  « Election Data 2015 », Electoral Calculus (version du 17 octobre 2015 sur Internet Archive)
5. ↑  « Les Jones confirmed as the new Tory candidate for Dudley North », sur Dudley News
6. ↑  « Dudley News »
7. ↑  « General Election » [archive du 13 mars 2015], sur westmidlands.greenparty.org.uk (consulté le 1er mars 2015)
8. ↑  « List of selected candidates », Liberal Democrats, 4 mars 2015 (consulté le 15 mars 2015)
9. ↑  http://www.tusc.org.uk/txt/320.pdf
10. ↑  « Tory candidate suspended over vote-winning allegations », 22 mars 2015 (consulté le 22 mars 2015)
11. ↑  « Election Data 2010 », Electoral Calculus (version du 26 juillet 2013 sur Internet Archive)
12. ↑  « Election Data 2005 », Electoral Calculus (version du 15 octobre 2011 sur Internet Archive)
13. ↑  « Election Data 2001 », Electoral Calculus (version du 15 octobre 2011 sur Internet Archive)
14. ↑  « Election Data 1997 », Electoral Calculus (version du 15 octobre 2011 sur Internet Archive)